# Юськовецька сільська рада
Юськове́цька сільська́ ра́да — адміністративно-територіальна одиниця та орган місцевого самоврядування в Лановецькому районі Тернопільської області. Адміністративний центр — село Юськівці.

## Загальні відомості
- Територія ради: 3,28 км²
- Населення ради: 1 047 осіб (станом на 2001 рік)
- Територією ради протікає річка Горинь

## Населені пункти
Сільській раді підпорядковані населені пункти:
- с. Юськівці

## Склад ради
Рада складається з 16 депутатів та голови.
- Голова ради: Кутрань Михайло Іванович
- Секретар ради: Багрій Валентина Михайлівна

### Керівний склад попередніх скликань
| Прізвище, ім'я, по батькові | Основні відомості                                                                                  | Дата обрання | Дата звільнення |
| --------------------------- | -------------------------------------------------------------------------------------------------- | ------------ | --------------- |
| Кутрань Михайло Іванович    | Сільський голова, 1959 року народження, освіта вища, член Всеукраїнського об'єднання «Батьківщина» | 26.03.2006   | 31.10.2010      |
| Кутрань Михайло Іванович    | Сільський голова, 1959 року народження, освіта вища, член Всеукраїнського об'єднання «Батьківщина» | 31.10.2010   |                 |

Примітка: таблиця складена за даними сайту Верховної Ради України

### Депутати
За результатами місцевих виборів 2010 року депутатами ради стали:

#### За суб'єктами висування
| Суб'єкт висування                                       | Кількість обраних депутатів | %  |
| ------------------------------------------------------- | --------------------------- | -- |
| Самовисування                                           | 12                          | 75 |
| Політична партія Всеукраїнське об'єднання «Батьківщина» | 4                           | 25 |

#### За округами
| № округу                                                | Прізвище, ім'я, по батькові       | Дата визнання обраним | Освіта             | Партійна приналежність                        | Відомості про обраного депутата                                     |
| ------------------------------------------------------- | --------------------------------- | --------------------- | ------------------ | --------------------------------------------- | ------------------------------------------------------------------- |
| Політична партія Всеукраїнське об'єднання «Батьківщина» |                                   |                       |                    |                                               |                                                                     |
| 9                                                       | Соляр Богдан Віталійович          | 05.11.2010            | середня            | позапартійний                                 | студент                                                             |
| 10                                                      | Бурик Ігор Ярославович            | 05.11.2010            | середня            | позапартійний                                 | студент                                                             |
| 12                                                      | Багрій Валентина Михайлівна       | 05.11.2010            | середня спеціальна | член Всеукраїнського об'єднання «Батьківщина» | ЮськівцІ сільська рада, секретар                                    |
| 14                                                      | Безбах Андрій Анатолійович        | 05.11.2010            | середня            | позапартійний                                 | студент                                                             |
| Самовисування                                           |                                   |                       |                    |                                               |                                                                     |
| 1                                                       | Рейтор Людмила Володимирівна      | 05.11.2010            | вища               | позапартійна                                  | тимчасово не працює                                                 |
| 2                                                       | Пивоварчук Віктор Анатолійович    | 20.01.2013            | середня            | позапартійний                                 | Тернопільський Національний технічний Університет, студент          |
| 3                                                       | Мороз Петро Володимирович         | 05.11.2010            | середня            | позапартійний                                 | студент                                                             |
| 4                                                       | Ратушко Богдан Богданович         | 20.01.2013            | середня            | позапартійний                                 | Київський коледж будівництва, архітектури та дизайну, студент       |
| 5                                                       | Вівюрко Олексій Ігорович          | 05.11.2010            | середня            | позапартійний                                 | студент                                                             |
| 6                                                       | Блажейчук Володимир Дмитрович     | 05.11.2010            | середня спеціальна | позапартійний                                 | Відділ охорони РМЗ Гефест" Ланівці, охоронець                       |
| 7                                                       | Герасимчук Ігор Миколайович       | 13.04.2014            | середня            | позапартійний                                 | Тернопільський кооперативнийторгівельно-економічний коледж, студент |
| 8                                                       | Слободюк Олександр Вікторович     | 20.01.2013            | вища               | позапартійний                                 | Юськовецька ЗОШ, вчитель                                            |
| 11                                                      | Казмірчук Ігор Анатолійович       | 13.04.2014            | середня            | позапартійний                                 | Мигородчанський аграрний коледж, студент                            |
| 13                                                      | Ящук Юрій Андрійович              | 13.04.2014            | середня            | позапартійний                                 | Рівненський національний університет, студент                       |
| 15                                                      | Дарморост Олександр Ростиславович | 05.11.2010            | вища               | позапартійний                                 | тимчасово не працює                                                 |
| 16                                                      | Нестерук Сергій Іванович          | 05.11.2010            | середня            | позапартійний                                 | студент                                                             |